# 遂平県
遂平県（すいへい-けん）は中華人民共和国河南省の駐馬店市に位置する県。

## 行政区画
- 街道:瞿陽街道、車站街道、蓮花湖街道、褚堂街道、呉房街道
- 鎮:玉山鎮、嵖岈山鎮、石寨鋪鎮、和興鎮、沈寨鎮、陽豊鎮、常荘鎮、花荘鎮
- 郷:槐樹郷、文城郷